# اسکایلر سیمون
اسکایلر سیمون (به انگلیسی: Skylar Simone) (زاده ۲۴ آوریل ۲۰۰۲) خواننده، ترانه‌سرا و بازیگر آمریکایی است.